# Pergamentpapper
Pergamentpapper, eller vegetabiliskt papper, är papper som tillverkas genom att man behandlar olimmat papper med kall svavelsyra eller med en lösning av zinkklorid.

## Framställning
Tillverkningen sker genom en mycket kortvarig behandling på så sätt att papperet fuktas jämnt på båda sidorna. Därigenom omvandlas papperets cellulosa delvis till hydrocellulosa eller amyloid, som täpper till papperets porer.
Papperet tvättas därefter genom behandling med vatten, sodalösning eller ammoniak och därpå ännu en gång med vatten. Ibland impregneras papperet före syrabehandlingen med en alunlösning, varigenom det färdiga papperet blir mera böjligt.
Behandlingen med syra bestäms efter papperets sort och tjocklek men är alltid mycket kortvarig (5 – 20 sek). 

## Användning

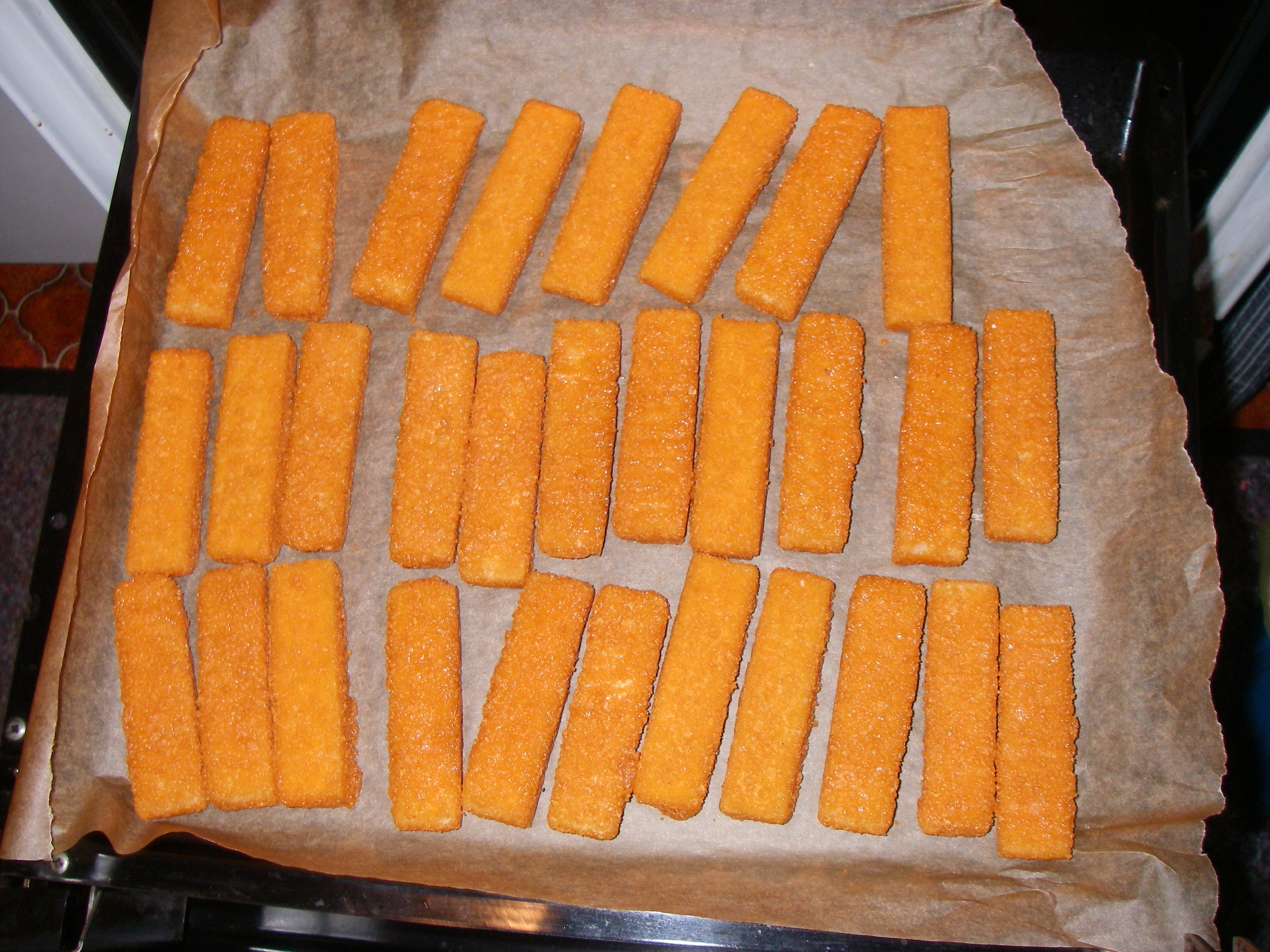
Fiskpinnar på pergamentpapper

Fint pergamentpapper är svagt genomskinligt och vattentätt. Det blir vid uppblötning mjukt och böjligt och efter torkning tämligen styvt och hårt. Det har således samma egenskaper som animaliska blåsor och används på samma sätt som dessa.
Det mesta pergamentpapperet är behandlat med glykos eller glycerin för att bli smidigt och smakar därför sött. En användning för detta är bakplåtspapper.
Oäkta, imiterat pergamentpapper, är vanligt omslagspapper som har en ytlig likhet med det äkta (se Pergamyn nedan). Om ett papper är äkta pergamentpapper eller ej avgörs av att det äkta ej visat fibrer i rivkanter.
Pergamentläder är en särskild sort av pergamentpapper, som genom gauffrering har fått en narvliknande yta, och som används till bokband.

### Pergamyn
Pergamyn (oäkta Pergamentpapper) tillverkas av sulfitcellulosa, som mals slemmig i en kvarn med särskilda malsegment av basaltlava. Vid glättning i fuktigt tillstånd på kalandrar med uppvärmda valsar blir papperet helt genomskinligt som glas, och används som förpackningspapper för t.ex. smör och andra fettämnen.